# Syntaxe
La syntaxe est, à l'origine, la branche de la linguistique qui étudie la manière dont les mots se combinent pour former des phrases ou des énoncés dans une langue.  
On distingue la syntaxe, qui concerne les expressions [les mots], de la sémantique, qui concerne ce qui est visé par les expressions [le sens, la signification/les choses].
Le terme a un sens similaire en informatique, bien qu'il s'applique à une terminologie différente. Ainsi, la syntaxe dicte la grammaire formelle d'un langage, c'est-à-dire des règles d'agencement des lexèmes (en informatique, ce sont des entités lexicales d'un langage informatique) en des termes plus complexes, souvent des programmes.  Dans la théorie des langages formels, ce qui joue le rôle de lexème est en général appelé lettre ou symbole, et les termes produits sont appelés mots.
D'un point de vue purement linguistique, la syntaxe étudie, :
- l'ordre des mots — par exemple, en français, celui-ci peut changer le sens de la phrase : « Jean frappe Paul » par rapport à « Paul frappe Jean » ;
- les catégories grammaticales ou parties du discours — par exemple, dans la phrase « Il fait beau », le mot « Il » est un pronom impersonnel, « fait beau » est une locution verbale ;
- les phénomènes de rection — par exemple, dans la phrase « Le petit chat dort », le nom « chat » régit le verbe « dort » ainsi que le déterminant « le » et l'adjectif « petit ». Cette hiérarchie peut être représentée par un parenthésage : [[le petit] chat [dort]] ou par des liens de dépendance ;
- les fonctions grammaticales — par exemple, dans la phrase « Je mange à la cantine », le pronom « Je » est le sujet de « mange », « à la cantine » est complément circonstanciel de lieu.

## Histoire ancienne
Les œuvres sur la grammaire ont été écrites bien avant que les principes de la syntaxe moderne ne soient définis. En Inde ancienne, l’Aṣṭādhyāyī de Panini (vers le IVe siècle av. J.-C.) est souvent cité comme un exemple d’une œuvre prémoderne qui frise la sophistication d’une théorie syntactique moderne. À l’ouest, le courant de pensée qui est connu comme la « grammaire traditionnelle » a commencé avec les œuvres de Denys le Grammairien.
Pendant des siècles, le travail en syntaxe était dominé par un cadre connu comme la grammaire générale, ce qui a été exposé d’abord en 1660 par Antoine Arnauld dans un livre du même nom. Ce système fonctionnait sous la supposition que la langue est un reflet direct des processus mentaux et ainsi il existe une seule manière la plus naturelle d’exprimer une pensée.
Cependant, au XIXe siècle, avec le développement de la linguistique historique, les linguistes ont commencé à réaliser la diversité des langues humaines et à questionner les suppositions fondamentales en ce qui concerne la relation entre le langage et la logique. Il est devenu évident qu’il n’existe pas une façon plus naturelle d’exprimer une idée, et ainsi la logique ne pouvait plus être invoquée comme base pour étudier la structure du langage.
La grammaire de Port-Royal a calqué l’étude de la syntaxe sur celle de la logique. (D’ailleurs, de grandes parties de la Logique de Port-Royal étaient copiées ou adaptées de la Grammaire générale.) Les catégories syntactiques étaient identifiées avec celles de la logique, et chaque phrase était analysée comme « sujet – copule – prédicat ». Initialement, cette opinion a été adoptée par les premiers linguistes comparatifs comme Franz Bopp. Le rôle central de la syntaxe dans le cadre de la linguistique théorique est devenu évident seulement au XXe siècle.

## Séquençage du sujet, verbe et objet
Une caractéristique fondamentale de la syntaxe d’une langue est la séquence dans laquelle le sujet (S), le verbe (V) et l’objet (O) apparaissent dans les phrases. La grande majorité des langues placent le sujet en premier lieu, soit dans la séquence SVO, soit dans la séquence SOV. Les autres séquences possibles sont VSO, VOS, OVS, et OSV, ces trois derniers sont plus rares.

## Théories
Plusieurs approches théoriques de la syntaxe coexistent. Un courant de pensée, fondé dans les œuvres de Derek Bickerton, voit la syntaxe comme une branche de la biologie, parce que ce courant conçoit la syntaxe comme l’étude de la connaissance linguistique qu’incarne l’esprit humain. D'autres linguistes (p. ex. Gerald Gazdar) ont un point de vue plus platonicien, parce qu’ils considèrent la syntaxe comme l’étude d’un système formel abstrait. D'autres encore (p. ex. Joseph Greenberg) considèrent la syntaxe comme un système taxonomique dont le but est d’atteindre de grandes généralisations à travers des langues. Les courants de syntaxe principaux comprennent :
- la grammaire générative et transformationnelle, fondée sur le travail de Noam Chomsky ;
- la grammaire de dépendance de Lucien Tesnière ;
- la grammaire catégorique, qui analyse la structure des phrases selon leurs constituants ;
- les grammaires stochastiques, reposant sur la théorie des probabilités ;
- les approches fonctionnelles de la grammaire, comme des théories d'André Martinet.